# Vietnamees voetbalelftal (mannen)
Het Vietnamees voetbalelftal is een team van voetballers dat Vietnam vertegenwoordigt bij internationale wedstrijden zoals de kwalificatiewedstrijden voor het Wereldkampioenschap voetbal, de Azië Cup en de Zuidoost-Azië Cup.
Tot 1975 vertegenwoordigde het team enkel Noord-Vietnam, vanwege de verdeling van het land in Noord- en Zuid-Vietnam. Het Noord-Vietnamese team was niet erg actief en speelde enkel tegen andere communistische landen. Vietnam heeft zich nog nooit via de kwalificatieronden kunnen plaatsen voor een WK. In 2007 waren ze als een van de vier gastlanden automatisch geplaatst voor de eindronde van de Azië Cup 2007 en in 2017 plaatste Vietnam zich via kwalificatieronden voor de editie van 2019. Hierin bereikten de ploeg, net als in 2007, de kwartfinale.

## Deelnames aan internationale toernooien

### Wereldkampioenschap
| Wereldkampioenschap voetbal overzicht | Wereldkampioenschap voetbal overzicht | Wereldkampioenschap voetbal overzicht | Wereldkampioenschap voetbal overzicht | Wereldkampioenschap voetbal overzicht | Wereldkampioenschap voetbal overzicht | Wereldkampioenschap voetbal overzicht | Wereldkampioenschap voetbal overzicht | Wereldkampioenschap voetbal overzicht |
| Jaar                                  | Ronde                                 | Wed.                                  | W                                     | G                                     | V                                     | DV                                    | DT                                    |                                       |
| ------------------------------------- | ------------------------------------- | ------------------------------------- | ------------------------------------- | ------------------------------------- | ------------------------------------- | ------------------------------------- | ------------------------------------- | ------------------------------------- |
| 1994                                  | Niet gekwalificeerd                   | Niet gekwalificeerd                   | Niet gekwalificeerd                   | Niet gekwalificeerd                   | Niet gekwalificeerd                   | Niet gekwalificeerd                   | Niet gekwalificeerd                   |                                       |
| 1998                                  | Niet gekwalificeerd                   | Niet gekwalificeerd                   | Niet gekwalificeerd                   | Niet gekwalificeerd                   | Niet gekwalificeerd                   | Niet gekwalificeerd                   | Niet gekwalificeerd                   |                                       |
| 2002                                  | Niet gekwalificeerd                   | Niet gekwalificeerd                   | Niet gekwalificeerd                   | Niet gekwalificeerd                   | Niet gekwalificeerd                   | Niet gekwalificeerd                   | Niet gekwalificeerd                   |                                       |
| 2006                                  | Niet gekwalificeerd                   | Niet gekwalificeerd                   | Niet gekwalificeerd                   | Niet gekwalificeerd                   | Niet gekwalificeerd                   | Niet gekwalificeerd                   | Niet gekwalificeerd                   |                                       |
| 2010                                  | Niet gekwalificeerd                   | Niet gekwalificeerd                   | Niet gekwalificeerd                   | Niet gekwalificeerd                   | Niet gekwalificeerd                   | Niet gekwalificeerd                   | Niet gekwalificeerd                   |                                       |
| 2014                                  | Niet gekwalificeerd                   | Niet gekwalificeerd                   | Niet gekwalificeerd                   | Niet gekwalificeerd                   | Niet gekwalificeerd                   | Niet gekwalificeerd                   | Niet gekwalificeerd                   |                                       |
| 2018                                  | Niet gekwalificeerd                   | Niet gekwalificeerd                   | Niet gekwalificeerd                   | Niet gekwalificeerd                   | Niet gekwalificeerd                   | Niet gekwalificeerd                   | Niet gekwalificeerd                   |                                       |
| 2022                                  | Niet gekwalificeerd                   | Niet gekwalificeerd                   | Niet gekwalificeerd                   | Niet gekwalificeerd                   | Niet gekwalificeerd                   | Niet gekwalificeerd                   | Niet gekwalificeerd                   |                                       |
| 2026                                  | Niet gekwalificeerd                   | Niet gekwalificeerd                   | Niet gekwalificeerd                   | Niet gekwalificeerd                   | Niet gekwalificeerd                   | Niet gekwalificeerd                   | Niet gekwalificeerd                   |                                       |

### Aziatisch kampioenschap
| Aziatisch kampioenschap voetbal overzicht | Aziatisch kampioenschap voetbal overzicht | Aziatisch kampioenschap voetbal overzicht | Aziatisch kampioenschap voetbal overzicht | Aziatisch kampioenschap voetbal overzicht | Aziatisch kampioenschap voetbal overzicht | Aziatisch kampioenschap voetbal overzicht | Aziatisch kampioenschap voetbal overzicht | Aziatisch kampioenschap voetbal overzicht |
| Jaar                                      | Ronde                                     | Wed.                                      | W                                         | G                                         | V                                         | DV                                        | DT                                        | Kwal                                      |
| ----------------------------------------- | ----------------------------------------- | ----------------------------------------- | ----------------------------------------- | ----------------------------------------- | ----------------------------------------- | ----------------------------------------- | ----------------------------------------- | ----------------------------------------- |
| 1996                                      | Niet gekwalificeerd                       | Niet gekwalificeerd                       | Niet gekwalificeerd                       | Niet gekwalificeerd                       | Niet gekwalificeerd                       | Niet gekwalificeerd                       | Niet gekwalificeerd                       | Niet gekwalificeerd                       |
| 2000                                      | Niet gekwalificeerd                       | Niet gekwalificeerd                       | Niet gekwalificeerd                       | Niet gekwalificeerd                       | Niet gekwalificeerd                       | Niet gekwalificeerd                       | Niet gekwalificeerd                       | Niet gekwalificeerd                       |
| 2004                                      | Niet gekwalificeerd                       | Niet gekwalificeerd                       | Niet gekwalificeerd                       | Niet gekwalificeerd                       | Niet gekwalificeerd                       | Niet gekwalificeerd                       | Niet gekwalificeerd                       | Niet gekwalificeerd                       |
| 2007                                      | Kwartfinale                               | 4                                         | 1                                         | 1                                         | 2                                         | 2                                         | 7                                         |                                           |
| 2011                                      | Niet gekwalificeerd                       | Niet gekwalificeerd                       | Niet gekwalificeerd                       | Niet gekwalificeerd                       | Niet gekwalificeerd                       | Niet gekwalificeerd                       | Niet gekwalificeerd                       | Niet gekwalificeerd                       |
| 2015                                      | Niet gekwalificeerd                       | Niet gekwalificeerd                       | Niet gekwalificeerd                       | Niet gekwalificeerd                       | Niet gekwalificeerd                       | Niet gekwalificeerd                       | Niet gekwalificeerd                       | Niet gekwalificeerd                       |
| 2019                                      | Kwartfinale                               | 5                                         | 1                                         | 1                                         | 3                                         | 5                                         | 7                                         | (Kwal.)                                   |
| 2023                                      | Groepsfase                                | 3                                         | 0                                         | 0                                         | 3                                         | 4                                         | 8                                         | (Kwal.)                                   |

### Zuidoost-Azië Cup
| Zuidoost-Azië Cup overzicht | Zuidoost-Azië Cup overzicht | Zuidoost-Azië Cup overzicht | Zuidoost-Azië Cup overzicht | Zuidoost-Azië Cup overzicht | Zuidoost-Azië Cup overzicht | Zuidoost-Azië Cup overzicht | Zuidoost-Azië Cup overzicht | Zuidoost-Azië Cup overzicht |
| Jaar                        | Ronde                       | Wed.                        | W                           | G                           | V                           | DV                          | DT                          |                             |
| --------------------------- | --------------------------- | --------------------------- | --------------------------- | --------------------------- | --------------------------- | --------------------------- | --------------------------- | --------------------------- |
| 1996                        | Derde                       | 6                           | 3                           | 2                           | 1                           | 14                          | 10                          |                             |
| 1998                        | Tweede                      | 5                           | 3                           | 1                           | 1                           | 8                           | 2                           |                             |
| 2000                        | Vierde                      | 6                           | 3                           | 1                           | 2                           | 14                          | 6                           |                             |
| 2002                        | Derde                       | 6                           | 4                           | 1                           | 1                           | 21                          | 12                          |                             |
| 2004                        | Groepsfase                  | 4                           | 2                           | 1                           | 1                           | 13                          | 5                           |                             |
| 2007                        | Halve finale                | 5                           | 1                           | 3                           | 1                           | 10                          | 3                           |                             |
| 2008                        | Kampioen                    | 7                           | 4                           | 2                           | 1                           | 11                          | 6                           |                             |
| 2010                        | Halve finale                | 5                           | 2                           | 1                           | 2                           | 8                           | 5                           |                             |
| 2012                        | Groepsfase                  | 3                           | 0                           | 1                           | 2                           | 2                           | 5                           |                             |
| 2014                        | Halve finale                | 5                           | 3                           | 1                           | 1                           | 12                          | 8                           |                             |
| 2016                        | Halve finale                | 5                           | 3                           | 1                           | 1                           | 8                           | 6                           |                             |
| 2018                        | Kampioen                    | 8                           | 6                           | 2                           | 0                           | 15                          | 4                           |                             |
| 2020                        | Halve finale                | 6                           | 3                           | 2                           | 1                           | 9                           | 2                           |                             |
| 2022                        | Tweede                      | 8                           | 4                           | 3                           | 1                           | 16                          | 3                           |                             |
| 2024                        | Kampioen                    | 8                           | 7                           | 1                           | 0                           | 21                          | 6                           |                             |

## FIFA-wereldranglijst[4]
| 1993 | 1994 | 1995 | 1996 | 1997 | 1998 | 1999 | 2000 | 2001 | 2002 | 2003 | 2004 | 2005 | 2006 | 2007 | 2008 | 2009 | 2010 | 2011 | 2012 | 2013 | 2014 | 2015 | 2016 | 2017 | 2018 |
| ---- | ---- | ---- | ---- | ---- | ---- | ---- | ---- | ---- | ---- | ---- | ---- | ---- | ---- | ---- | ---- | ---- | ---- | ---- | ---- | ---- | ---- | ---- | ---- | ---- | ---- |
| 135  | 151  | 122  | 99   | 104  | 98   | 102  | 99   | 105  | 108  | 98   | 103  | 120  | 172  | 142  | 155  | 123  | 137  | 99   | 131  | 144  | 137  | 147  | 134  | 112  | 100  |

VFF · 
A-internationals · 
Vietnamees vrouwenelftal
1991 – 1999 ·
2000 – 2009 ·
2010 – 2019 ·
2020 − 2029
Afghanistan ·
Albanië ·
Australië ·
Bahrein · 
Bangladesh · 
Bosnië en Herzegovina · 
Cambodja · 
China · 
Curaçao ·
Estland · 
Filipijnen · 
Guam · 
Guinee ·
Hongkong · 
India · 
Indonesië · 
Irak ·
Iran · 
Jamaica · 
Japan ·
Jemen · 
Jordanië ·
Kazachstan · 
Kirgizië ·
Koeweit · 
Laos · 
Libanon · 
Macau · 
Malediven · 
Maleisië · 
Mongolië · 
Mozambique ·
Myanmar · 
Nepal · 
Noord-Korea ·
Oezbekistan · 
Oman · 
Palestina ·
Qatar ·
Rusland ·
Saoedi-Arabië · 
Singapore · 
Sri Lanka · 
Syrië · 
Tadzjikistan · 
Taiwan · 
Thailand · 
Turkmenistan · 
Verenigde Arabische Emiraten · 
Zimbabwe · 
Zuid-Korea